# Arctosa bicoloripes
Arctosa bicoloripes Roewer, 1960 è un ragno appartenente alla famiglia Lycosidae.

## Etimologia
Il nome proprio della specie deriva dall'aggettivo latino bicolor, -oris cioè dai due colori, che ha due colori e dal sostantivo pes, pedis, cioè piede, zampa, in riferimento alla colorazione delle zampe.

## Caratteristiche
Nel prosoma è degno di nota il pattern oculare bordato di nero su un fondo marrone scuro. Inoltre le zampe sono di due colori: il femore, la tibia e la patella sono marrone scuro, in forte contrasto col tarso e il metatarso di colore giallo ruggine.
Le femmine hanno il bodylenght (prosoma + opistosoma) di 5 millimetri (2 + 3).

## Distribuzione
La specie è stata reperita in Ruanda.

## Tassonomia
La denominazione originaria di Roewer fu Piratosa bicoloripes Roewer, 1960; a seguito di un lavoro degli aracnologi Marusik, Omelko e Koponen del 2010, l'esemplare fu trasferito al genere Arctosa.
Al 2016 non sono note sottospecie e dal 2010 non sono stati esaminati nuovi esemplari.